# Виларинью-душ-Фрейреш
Виларинью-душ-Фрейреш (порт. Vilarinho dos Freires)  —  населённый пункт и район в Португалии,  входит в округ Вила-Реал. Является составной частью муниципалитета  Пезу-да-Регуа. По старому административному делению входил в провинцию Траз-уж-Монтиш и Алту-Дору. Входит в экономико-статистический  субрегион Доуру, который входит в Северный регион. Население составляет 1013 человека на 2001 год. Занимает площадь 8,32 км².